# Поєнь-Сучава
Поєнь-Сучава, Поєні-Сучава (рум. Poieni-Suceava) — село у повіті Сучава в Румунії. Входить до складу комуни Удешть.
Село розташоване на відстані 349 км на північ від Бухареста, 17 км на південний схід від Сучави, 96 км на північний захід від Ясс.

## Населення
За даними перепису населення 2002 року у селі проживали 492 особи, з них 489 осіб (99,4%) румунів. Рідною мовою 490 осіб (99,6%) назвали румунську.